# OPHL 1910

OPHL Sezona 1910 je bila tretja sezona lige Ontario Professional Hockey League. Najboljši položaj na lestvici je končno zmago prinesel moštvu Berlin Dutchmen. 

## Redna sezona

### Končna lestvica
|      | Moštvo                 | Odigranih tekem | Zmag | Porazov | Remijev | GF  | GA  | TOČ |
| ---- | ---------------------- | --------------- | ---- | ------- | ------- | --- | --- | --- |
| 1    | Berlin Dutchmen        | 17              | 11   | 6       | 0       | 103 | 74  | 22  |
| 2    | Waterloo Professionals | 15              | 8    | 7       | 0       | 77  | 70  | 16  |
| 3    | Brantford Indians      | 14              | 7    | 7       | 0       | 79  | 76  | 14  |
| 4    | Galt Professionals     | 16              | 5    | 11      | 0       | 63  | 102 | 10  |
| Vir: |                        |                 |      |         |         |     |     |     |

## Stanleyjev pokal
Po sezoni je moštvo Berlin Dutchmen izzvalo prvake lige NHA Montreal Wanderers za Stanleyjev pokal. Berlin je tekmo izgubil z izidom 7-3.  Za Montreal je štiri zadetke dosegel Ernie Russell. 
| Datum          | Zmagovito moštvo   | Izid | Poraženo moštvo | Lokacija     |
| -------------- | ------------------ | ---- | --------------- | ------------ |
| 12. marec 1910 | Montreal Wanderers | 7–3  | Berlin Dutchmen | Jubilee Rink |